# 小行星277
小行星277（277 Elvira）是一颗围绕太阳公转的小行星。1888年5月3日，奧古斯特·卡洛斯在尼斯描述了此天体。
該小行星以法国著名作家阿方斯·德·拉马丁1820年的作品《Méditations poétiquesand》和1830年的作品《Harmonies poétiques et religieuses》中的登场人物艾薇拉（Elvira）命名。
这颗小行星的绝对星等为9.84等。它是鸦女星族小行星的成员。
1998年至2000年，一组天文学家的研究确定了61颗鸦女星族小行星，其中包括小行星277。

## 相关條目
- 小行星列表/10001-11000

## 外部連結
- Asteroid Lightcurve Database (LCDB) （页面存档备份，存于）, query form (info （页面存档备份，存于）)
- Dictionary of Minor Planet Names, Google books
- Discovery Circumstances: Numbered Minor Planets (10001)-(15000) （页面存档备份，存于） – Minor Planet Center
- 小行星277 at AstDyS-2, Asteroids—Dynamic Site
  - Ephemeris · Observation prediction · Orbital info · Proper elements · Observational info
- NASA JPL小天體瀏覽器上的小行星277

| 前一小行星： 小行星276 | 小行星列表 | 後一小行星： 小行星278 |